# Myles Munroe
Myles Munroe (ur. 20 kwietnia 1954, zm. 9 listopada 2014) – bahamski duchowny zielonoświątkowy, teleewangelista i autor ponad 100 książek chrześcijańskich. Założyciel organizacji Bahamas Faith Ministries International, którą prowadził do swojej śmierci. W 1998 roku został nagrodzony Orderem Imperium Brytyjskiego.
Zginął 9 listopada 2014 w drodze na konferencję, wraz z żoną, córką i sześcioma innymi osobami, w wypadku swojego prywatnego samolotu który rozbił się przy lądowaniu.